# LaLa
LaLa – japońskie czasopismo publikujące mangi shōjo, należące do wydawnictwa Hakusensha. Każdy kolejny numer jest wydawany zwykle 24 dnia każdego miesiąca. Do czasopisma dołączane bywają dodatkowo kalendarze i odcinki audio mang.
W 2006 roku, w badaniu przeprowadzonym przez Oricon wśród Japonek, czasopismo to zajęło piąte miejsce wśród ulubionych czasopism poświęconych mandze, ex aequo z magazynami Shōjo Comic wydawnictwa Shōgakukan oraz Shūkan Shōnen Magazine Kodanshy.

## Tytuły publikowane w czasopiśmie

### 0-9
- 23:00 – Tomo Matsumoto
- 37°C – Boku no Ichiban Suki na Mono – Fumika Okano

### A
- Aah, Itoshi no Banchō-sama – Mayu Fujikata (później przeniesione do LaLa DX)
- Aitsu – Minako Narita
- Akaku Saku Koe – Yuki Midorikawa
- Alexandrite – Minako Narita
- Alien Street – Minako Narita
- Shirayuki. Śnieżka o czerwonych włosach – Akizuki Sorata

### B
- B.B Joker – Kana Niza
- Banshee – Ryōko Yamagishi
- Beauty Honey – Tomo Matsumoto
- Bijo ga Yajū – Tomo Matsumoto
- Blan-New – Yuki Nakaji

### C
- Caramel Boy – Masami Morio
- Champagne Shower – Nami Kawami
- Chidumi to Fujiomi-kun Series – Kyōko Hikawa
- Chizu wa Iranai – Rika Yonezawa
- Chotto Edo Made – Masami Tsuda
- Chotto Ippuku – Shii Emikida
- Cipher – Minako Narita
- Colorful Box – Yuki Nakaji
- Cynical Hysteria Hour – Kiriko Kubo

### D
- Demon Sacred – Natsumi Itsuki
- Dr. Cudjo Kiki Ippatsu!! – Maki Hoshizaki
- Dream – Ryōko Yamagishi

### E
- Eensy Weensy Monster – Masami Tsuda
- Eden e Oide – Miyao Nekoyama

### F
- Fairy Master – Yutaka Tachibana
- Fruits Kajū 100% – Fumika Okano
- Frying Dragon – Miyao Nekoyama
- Fūin – Ryōko Yamagishi
- Funfun Factory – Yoshitomo Watanabe

### G
- Gertrude no Recipe – Nari Kusakawa
- Gekkan 1 nen 2 kumi – Noriko Kuwata
- Greatest na Watashitachi – Megumi Wakatsuki
- Gin no Yūsha – Yoshitomo Watanabe
- Gokinjo no Hakubutsushi – Megumi Wakatsuki

### H
- Hachiyō-san ga Iku! – Junko Kanechiku
- Hanasakeru seishōnen – Natsumi Itsuki
- Hana ni Arashi – Shigeyoshi Takagi
- Happy Talk – Fumika Okano
- Harukanaru Toki no Naka de – Tōko Mizuno
- Hatsle de Ikou – Yuki Nakaji
- Hi Izuru Tokoro no Tenshi – Ryōko Yamagishi
- High School Aura Buster Series – Makoto Mori
- Hinata de Hirune – Asuka Sasada
- Hitomi no Naka no Oukoku – Fumika Okano
- Hitsuji-tachi wa Nani wo Mita – Masami Morio

### I
- Ichikiyo & Chisa-hime Series – Nozomi Yanahara
- Ichimanjū-byō Monogatari – Emi Kurata
- Inner Quartet – Nami Kawami
- Inugami-kun Series – Noriko Kuwata

### J
- Jun'ai Labyrinth – Yuki Nakaji
- Jūni Hisoku no Palette – Nari Kusakawa
- Jyōnan-Kōkō Seitokai Series – Masami Morio
- Jyu-Oh-Sei – Natsumi Itsuki

### K
- Kaguyahime – Reiko Shimizu
- Służąca przewodnicząca – Hiro Fujiwara
- Kanata Kara – Kyōko Hikawa
- Kareshi Kanojo no Jijō – Masami Tsuda
- Kashō no Tsuki – Mari Hirai
- Katatsumuri Zensen – Kayo Fujikawa
- Kiniro no Corda – Yuki Kure
- Kiss – Tomo Matsumoto
- Kisu Yori mo Hayaku – Meca Tanaka
- Koi ni Tsuite Katatte Miyō ka – Asuka Sasada
- Koppa-mijin no Koi – Rika Yonezawa
- Koyama-sō no Kiraware-mono – Yuki Nakaji
- Kyō mo Minna Genki Desu – Miyao Nekoyama

### L
- Last Game – Amano Shinobu
- Lion wa okiteiru – Maki Hoshizaki
- Love Chop! – Masami Morio

### M
- Mahō Tsukai no Sid&Rido Series – Kiki
- Mari to Shingo – Toshie Kihara
- Mekakushi no Kuni – Sakura Tsukuba
- MeruPuri: Märchen Prince – Matsuri Hino
- Meteor Prince – Meca Tanaka
- Mikan – pomarańczowy kot – Miwa Abiko
- Miki&Yūti – Minako Narita
- Miriam & Douglas Series – Kyōko Hikawa
- Mishōnen Produce – Kaoru Ichinose
- Momoko Manual – Yutaka Tachibana
- Moon Drop Chō no Kashikoi Usagi-san – Hiroko Shibata
- Mushi Series – Takako Yamazaki
- Muteki no Venus – Rika Yonezawa

### N
- Nankin Road ni Hana Fubuki – Kumi Morikawa
- Natural – Minako Narita
- Network Pot-pourri – Nozomi Yanahara

### O
- Ou-sama Game – Tōko Mizuno
- Oiran Girl – Wataru Hibiki
- Okojo-san – Ayumi Uno
- Omake no Kobayashi-kun – Masami Morio
- Onī-chan to Issho – Hari Tokeino
- Omukae desu. – Meca Tanaka
- Osoroshikute Ienai – Noriko Kuwata
- Oz – Natsumi Itsuki
- Ouran High School Host Club – Bisco Hatori

### P
- Panorama de Koi wo Shiyō – Masami Morio
- Tennen Pāru Pinku – Meca Tanaka
- Penguin Kakumei – Sakura Tsukuba
- Ppoi! – Takako Yamazaki (moved to Melody in 2001)

### R
- Red – Yuki Nakaji
- Ryū no Hanawazurai – Nari Kusakawa
- Ryū no Nemuru Hoshi – Reiko Shimizu

### S
- Sabaku No Harem – Yumeki Mitsuru
- Sailor Fuku ni Onegai! – Meca Tanaka
- Seishun Kōryakubon – Sorata Akizuki
- Sennen no Yuki – Bisco Hatori
- Shinigami no Ballad – Asuka Izumi
- Sakura no Sono – Akimi Yoshida
- Shinobu & Tamao Series – Rika Yonezawa
- Shiranai Kuni no Monogatari – Natsuna Kawase
- So What? – Megumi Wakatsuki
- Strawberry Chocolate – Asuka Sasada

### T
- Taiyō no Shita de Matteru – Fumika Okano
- Takkyū Sentai Pinpon 5 – Noriko Kuwata
- Tasogare City Graffiti – Maki Hoshizaki
- Tonari no Double – Yuki Nakaji
- Tonari wa Scramble – Yuki Nakaji
- Toraware no Mi no Ue – Matsuri Hino
- Toshokan Sensō Love&War – Kiiro Yumi
- Tsuki wa Higashi ni Hi wa Nishi ni – Megumi Wakatsuki
- Tsuki no Ko – Reiko Shimizu

### U
- Uepon – Jun Ishikawa
- Umi yori mo Fukaku – Makoto Mori

### V
- Venus in Love – Yuki Nakaji
- Vamp Series – Yutaka Tachibana
- Vampire Knight – Matsuri Hino

### W
- Wanted – Matsuri Hino
- Wakana & Yukarino Series – Takako Yamazaki
- Warau Kanoko-sama – Ririko Tsujita
- Wata no Kuni Hoshi – Yumiko Ōshima
- With!! – Ken Saitō

### Y
- Yakumo Tatsu – Natsumi Itsuki
- Yome Shūtome Kyōshitsu – Kikuzō Kashiwaya

### Z
- Zig☆Zag – Yuki Nakaji